# Mistrzostwa Świata w Hokeju na Lodzie 1933
Mistrzostwa Świata w Hokeju na Lodzie 1933 – 7. edycja mistrzostw świata organizowana przez IIHF, która odbyła się po raz pierwszy w Czechosłowacji. Turniej odbył się w dniach 18-26 lutego, a miastem goszczącym najlepsze drużyny świata była Praga.

## Formuła
Pierwsza runda turnieju została rozegrana systemem kołowym w trzech grupach 3 i 4-zespołowych, w której dwa najlepsze zespoły z każdej awansowały do drugiej rundy, a dwa najsłabsze zespoły grały w meczach o miejsca 9-12. Druga runda, od której rywalizację w turnieju rozpoczęły reprezentacja Kanady i reprezentacja Stanów Zjednoczonych, również została rozegrana systemem kołowym w dwóch 4-zespołowych grupach, w której dwa najlepsze zespoły z każdej grupy awansowały do półfinału, natomiast zespoły z 3. miejsc grały w meczu o 5. miejsce, a zespoły z 4. miejsc walczyły o 7. miejsce.
Turniej wygrała reprezentowana przez zawodników drużyny uniwersyteckiej Massachusetts Rangers reprezentacja Stanów Zjednoczonych, która pokonała w finale 2:1 reprezentowaną przez zawodników zwycięzcy turnieju Allan Cup 1932 - Toronto National Sea Fleas reprezentacja Kanady, którzy wygrywali w sześciu pierwszych turniejach, a brązowy medal wywalczył gospodarz turnieju - reprezentacja Czechosłowacji, srebrny medal w tej randze wywalczyła reprezentacja Austrii, a brązowy medal wywalczyły ex aequo reprezentacja Rzeszy Niemieckiej i reprezentacja Szwajcarii.

## Pierwsza runda

### Grupa A
| Lp. | Drużyna        | M | Mecze | Mecze | Mecze | Bramki | Bramki | Bramki | Pkt |
| Lp. | Drużyna        | M | W     | R     | P     | +      | -      | +/-    | Pkt |
| --- | -------------- | - | ----- | ----- | ----- | ------ | ------ | ------ | --- |
| 1.  | Czechosłowacja | 3 | 3     | 0     | 0     | 13     | 2      | +11    | 6   |
| 2.  | Austria        | 3 | 2     | 0     | 1     | 11     | 3      | +8     | 4   |
| 3.  | Włochy         | 3 | 1     | 0     | 2     | 3      | 6      | −3     | 2   |
| 4.  | Rumunia        | 3 | 0     | 0     | 3     | 1      | 17     | −16    | 0   |

      = Awans do drugiej rundy
Wyniki
| 18 lutego 1933 | Czechosłowacja | 8:0 | Rumunia | Štvanice Stadium, Praga |

| Godzina: 20:00 | Maleček 11. Cetkovský 13. Maleček 18. Maleček 19. Hromádka 19. Maleček 29. Švihovec 36. Maleček 40. | (2:0, 4:0, 2:0) |  | Sędzia główny: André Poplimont |

| 18 lutego 1933 | Austria | 3:0 | Włochy | Štvanice Stadium, Praga |

|        | Demmer 16. Dietrichstein 22. Ertl 33. | (0:0, 2:0, 1:0) |  | Sędzia główny: Paul Loicq |
| 1 min. |                                       |                 |  | Sędzia główny: Paul Loicq |

| 19 lutego 1933 | Czechosłowacja | 2:1 | Austria | Štvanice Stadium, Praga |

| Godzina: 20:00 | Hromádka 13. Hromádka 27. | (1:1, 1:0, 0:0) | 15. Demmer | Sędzia główny: Art Puttee |
| Godzina: 20:00 | 1 min.                    |                 | 1 min.     | Sędzia główny: Art Puttee |

| 19 lutego 1933 | Włochy | 2:0 | Rumunia | Štvanice Stadium, Praga |

|        | Baroni 14. De Mazzeri 27. | (1:0, 1:0, 0:0) |  | Sędzia główny: John Magwood |
| 1 min. |                           | 1 min.          |  | Sędzia główny: John Magwood |

| 20 lutego 1933 | Austria | 7:1 | Rumunia | Štvanice Stadium, Praga |

| Godzina: 15:00 | Kirchberger 1:0 Tatzer 2:1 Ertl 3:1 Demmer 4:1 Kirchberger 5:1 Demmer 6:1 Kirchberger 7:1 | (2:1, 3:0, 2:0) | 1:1 Anastasiu | Sędzia główny: Murezan Andreossi |
| Godzina: 15:00 | 1 min.                                                                                    |                 | 1 min.        | Sędzia główny: Murezan Andreossi |

| 20 lutego 1933 | Czechosłowacja | 3:1 | Włochy | Štvanice Stadium, Praga |

| Godzina: 20:00 | Hromádka 1. Maleček 26. Maleček 45. | (1:0, 1:1, 1:0) | 30. Mussi | Sędzia główny: Blake Watson |
| Godzina: 20:00 | 2 min.                              |                 | 1 min.    | Sędzia główny: Blake Watson |

### Grupa B
| Lp. | Drużyna          | M | Mecze | Mecze | Mecze | Bramki | Bramki | Bramki | Pkt |
| Lp. | Drużyna          | M | W     | R     | P     | +      | -      | +/-    | Pkt |
| --- | ---------------- | - | ----- | ----- | ----- | ------ | ------ | ------ | --- |
| 1.  | Rzesza Niemiecka | 2 | 2     | 0     | 0     | 8      | 1      | +8     | 4   |
| 2.  | Polska           | 2 | 1     | 0     | 1     | 1      | 2      | −1     | 2   |
| 3.  | Belgia           | 2 | 0     | 0     | 2     | 0      | 7      | −7     | 0   |

      = Awans do drugiej rundy
Wyniki
| 18 lutego 1933 | Rzesza Niemiecka | 6:0 | Belgia | Štvanice Stadium, Praga |

| Godzina: 15:00 | Jaenecke 11. R. Ball 19. R. Ball 20. Schröttle 27. Orbanowski 35. Lang 39. | (1:0, 3:0, 2:0) |  | Sędzia główny: Walter Brück |

| 19 lutego 1933 | Rzesza Niemiecka | 2:0 | Polska | Štvanice Stadium, Praga |

| Godzina: 15:00 | Jaenecke 27. R. Ball 37. | (0:0, 1:0, 1:0) |        | Sędzia główny: Walter Brück |
| Godzina: 15:00 | 4 min.                   |                 | 2 min. | Sędzia główny: Walter Brück |

| 20 lutego 1933 | Polska | 1:0 | Belgia | Štvanice Stadium, Praga |

|  | Wołkowski 47. | (0:0, 0:0, 1:0) |  | Sędzia główny: Art Puttee |

### Grupa C
| Lp. | Drużyna    | M | Mecze | Mecze | Mecze | Bramki | Bramki | Bramki | Pkt |
| Lp. | Drużyna    | M | W     | R     | P     | +      | -      | +/-    | Pkt |
| --- | ---------- | - | ----- | ----- | ----- | ------ | ------ | ------ | --- |
| 1.  | Szwajcaria | 2 | 2     | 0     | 0     | 6      | 1      | +5     | 4   |
| 2.  | Węgry      | 2 | 1     | 0     | 1     | 3      | 1      | +2     | 2   |
| 3.  | Łotwa      | 2 | 0     | 0     | 2     | 1      | 8      | −7     | 0   |

      = Awans do drugiej rundy
Wyniki
| 18 lutego 1933 | Szwajcaria | 5:1 | Łotwa | Štvanice Stadium, Praga |

|        | Bibi Torriani 2. Bibi Torriani 6. Müller 8. Cattini 28. Bär Torriani 34. | (3:0, 1:0, 1:1) | 44. Petrovskis | Sędzia główny: Jaroslav Řezáč |
| 4 min. |                                                                          | 1 min.          |                | Sędzia główny: Jaroslav Řezáč |

| 19 lutego 1933 | Szwajcaria | 1:0 | Węgry | Štvanice Stadium, Praga |

|        | Bibi Torriani 28. | (0:0, 1:0, 0:0) |  | Sędzia główny: Blake Watson |
| 2 min. |                   | 1 min.          |  | Sędzia główny: Blake Watson |

| 20 lutego 1933 | Węgry | 3:0 | Łotwa | Štvanice Stadium, Praga |

|  | Mindér Miklós 2 | (1:0, 1:0, 1:0) |  | Sędzia główny: Walter Brück |

## Druga runda

### Grupa A
| Lp. | Drużyna          | M | Mecze | Mecze | Mecze | Bramki | Bramki | Bramki | Pkt |
| Lp. | Drużyna          | M | W     | R     | P     | +      | -      | +/-    | Pkt |
| --- | ---------------- | - | ----- | ----- | ----- | ------ | ------ | ------ | --- |
| 1.  | Kanada           | 3 | 3     | 0     | 0     | 12     | 1      | +11    | 6   |
| 2.  | Austria          | 3 | 2     | 0     | 1     | 3      | 4      | −1     | 4   |
| 3.  | Rzesza Niemiecka | 3 | 1     | 0     | 2     | 4      | 7      | −3     | 2   |
| 4.  | Węgry            | 3 | 0     | 0     | 3     | 1      | 8      | −7     | 0   |

      = Awans do półfinału
Wyniki
| 21 lutego 1933 | Kanada | 5:0 | Rzesza Niemiecka | Štvanice Stadium, Praga |

| Godzina: 15:00 | Chisholm 14. McIntyre 23. McIntyre 28. Collins 31. Kane 35. | (1:0, 2:0, 2:0) |  | Sędzia główny: André Poplimont |

| 21 lutego 1933 | Austria | 1:0 pd. | Węgry | Štvanice Stadium, Praga |

|        | Trauttenberg 72. | (0:0, 0:0, 0:0, 0:0, 0:0, 1:0) |  | Sędzia główny: Paul Loicq |
| 3 min. |                  | 3 min.                         |  | Sędzia główny: Paul Loicq |

| 22 lutego 1933 | Rzesza Niemiecka | 4:0 | Węgry | Štvanice Stadium, Praga |

| Godzina: 15:00 | Schröttle 8. R. Ball 12. R. Ball 34. Schröttle 41. | (2:0, 0:0, 2:0) |        | Sędzia główny: Blake Watson |
| Godzina: 15:00 | 1 min.                                             |                 | 1 min. | Sędzia główny: Blake Watson |

| 22 lutego 1933 | Kanada | 4:0 | Austria | Štvanice Stadium, Praga |

|        | Kerr 1:0 Kane 2:0 Huggins 3:0 Hearn 4:0 | (0:0, 2:0, 2:0) |  | Sędzia główny: Blake Watson |
| 3 min. |                                         | 3 min.          |  | Sędzia główny: Blake Watson |

| 23 lutego 1933 | Kanada | 3:1 | Węgry | Štvanice Stadium, Praga |

| Godzina: 14:00 | Kerr 22. Kane 27. Huggins 42. Hearn 44:30 | (1:0, 1:0, 1:1) |  | Sędzia główny: Francesco Roncarelli |

| 23 lutego 1933 | Austria | 2:0 | Rzesza Niemiecka | Štvanice Stadium, Praga |

|  | Trauttenberg 41. Kirchberger 43. | (0:0, 0:0, 2:0) |  | Sędzia główny: Walter Brown |
|  |                                  | 1 min.          |  | Sędzia główny: Walter Brown |

### Grupa B
| Lp. | Drużyna           | M | Mecze | Mecze | Mecze | Bramki | Bramki | Bramki | Pkt |
| Lp. | Drużyna           | M | W     | R     | P     | +      | -      | +/-    | Pkt |
| --- | ----------------- | - | ----- | ----- | ----- | ------ | ------ | ------ | --- |
| 1.  | Stany Zjednoczone | 3 | 3     | 0     | 0     | 17     | 0      | +17    | 6   |
| 2.  | Czechosłowacja    | 3 | 2     | 0     | 1     | 2      | 6      | −4     | 4   |
| 3.  | Szwajcaria        | 3 | 1     | 0     | 2     | 3      | 9      | −6     | 2   |
| 4.  | Polska            | 3 | 0     | 0     | 3     | 1      | 8      | −7     | 0   |

      = Awans do półfinału
Wyniki
| 21 lutego 1933 | Czechosłowacja | 1:0 | Polska | Štvanice Stadium, Praga |

| Godzina: 20:00 | Tožička 3. | (1:0, 0:0, 0:0) |        | Sędzia główny: Walter Brück |
| Godzina: 20:00 | 1 min.     |                 | 2 min. | Sędzia główny: Walter Brück |

| 21 lutego 1933 | Stany Zjednoczone | 7:0 | Szwajcaria | Štvanice Stadium, Praga |

|        | Forbes 1. Langmaid 27. Hilliard 28. Palmer 35. Langmaid 41. Holland 43. Palmer 44. | (1:0, 2:0, 4:0) |  | Sędzia główny: Francesco Roncarelli |
| 3 min. |                                                                                    | 2 min.          |  | Sędzia główny: Francesco Roncarelli |

| 22 lutego 1933 | Stany Zjednoczone | 4:0 | Polska | Štvanice Stadium, Praga |

|  | Palmer 11. Palmer 14. Palmer 15. Forbes 39. | (3:0, 0:0, 1:0) |  | Sędzia główny: Art Puttee |
|  |                                             | 1 min.          |  | Sędzia główny: Art Puttee |

| 22 lutego 1933 | Czechosłowacja | 1:0 | Szwajcaria | Štvanice Stadium, Praga |

| Godzina: 20:00 | Maleček 13. | (1:0, 0:0, 0:0) |  | Sędzia główny: Walter Brown |
| Godzina: 20:00 | 2 min.      |                 |  | Sędzia główny: Walter Brown |

| 23 lutego 1933 | Szwajcaria | 3:1 | Polska | Štvanice Stadium, Praga |

|        | Kessler 5. Bibi Torriani 11. Bibi Torriani 45. | (2:0, 0:1, 1:0) | 17. Adamowski | Sędzia główny: Walter Brück |
| 2 min. |                                                | 1 min.          |               | Sędzia główny: Walter Brück |

| 23 lutego 1933 | Czechosłowacja | 0:6 | Stany Zjednoczone | Štvanice Stadium, Praga |

| Godzina: 20:00 |  | (0:1, 0:4, 0:1) | 7. Palmer 16. Garrison 18. Palmer 18. Holland 28. Sanford 45. Hilliard | Sędzia główny: Paul Loicq |
| Godzina: 20:00 |  | 2 min.          |                                                                        | Sędzia główny: Paul Loicq |

## Runda finałowa

### Mecze o miejsca 9-12
| 24 lutego 1933 | Rumunia | 3:2 | Belgia | Štvanice Stadium, Praga |

| Godzina: 14:00 | P. Grant 1:2 Vakar 2:2 Anastasiu 3:2 | (2:2, 1:0, 0:0) | 0:1 van Reyschoot 0:2 van Reyschoot | Sędzia główny: Jaroslav Řezáč Sędziowie liniowi: Walter Brück |

| 24 lutego 1933 | Łotwa | 2:0 | Włochy | Štvanice Stadium, Praga |

|  | Jurgens 3. Jurgens 43. | (1:0, 0:0, 1:0) |  | Sędzia główny: Jiří Reisenzahn Sędziowie liniowi: Art Puttee |

### Mecz o 11. miejsce
| 25 lutego 1933 | Włochy | wo. | Belgia | Štvanice Stadium, Praga |

|  |  |  |  |  |

1. ↑   Belgia zrezygnowała z gry

### Mecz o 9. miejsce
| 24 lutego 1933 | Rumunia | 1:0 | Łotwa | Štvanice Stadium, Praga |

|  | Botez 6. | (1:0, 0:0, 0:0) |  | Sędzia główny: Art Puttee |

### Mecz o 7. miejsce
| 24 lutego 1933 | Węgry | 1:1 | Polska | Štvanice Stadium, Praga |

|        | Mindér 44. | (0:0, 0:1, 1:0) | 24. Adamowski | Sędzia główny: Francesco Roncarelli |
| 2 min. |            | 2 min.          |               | Sędzia główny: Francesco Roncarelli |

### Mecz o 5. miejsce
| 24 lutego 1933 | Rzesza Niemiecka | 1:1 | Szwajcaria | Štvanice Stadium, Praga |

| Godzina: 20:00 | R. Ball 19. | (0:0, 1:1, 0:0) | 22. H. Cattini | Sędzia główny: Walter Brown |

### Półfinały
| 25 lutego 1933 | Kanada | 4:0 | Czechosłowacja | Štvanice Stadium, Praga |

| Godzina: 15:00 | Hearn 8. Collins 12. Kane 18. Kerr 45. | (2:0, 1:0, 1:0) |  | Sędzia główny: Francesco Roncarelli |

| 25 lutego 1933 | Stany Zjednoczone | 4:0 | Austria | Štvanice Stadium, Praga |

| Godzina: 20:00 | Palmer 2. Palmer 14. Palmer 21. Langmaid 23. | (2:0, 2:0, 0:0) |  | Sędzia główny: Blake Watson |
| Godzina: 20:00 | 2 min.                                       |                 |  | Sędzia główny: Blake Watson |

### Mecz o 3. miejsce
| 26 lutego 1933 | Czechosłowacja | 2:0 pd. | Austria | Štvanice Stadium, Praga |

| Godzina: 15:00 | Maleček 64:00 Maleček 64:15 | (0:0, 0:0, 0:0, 0:0, 2:0) |        | Sędzia główny: Walter Brown |
| Godzina: 15:00 | 3 min.                      |                           | 4 min. | Sędzia główny: Walter Brown |

### Finał
| 26 lutego 1933 | Stany Zjednoczone | 2:1 pd. | Kanada | Štvanice Stadium, Praga |

| Godzina: 20:00 | Forbes 4. Garrison 48. | (1:1, 0:0, 0:0, 1:0) | 13. Kerr | Sędzia główny: Walter Brück Sędziowie liniowi: Francesco Roncarelli |
| Godzina: 20:00 | 1 min.                 |                      |          | Sędzia główny: Walter Brück Sędziowie liniowi: Francesco Roncarelli |

## Klasyfikacja końcowa
| Lp. | Reprezentacja     |
| --- | ----------------- |
|     | Stany Zjednoczone |
|     | Kanada            |
|     | Czechosłowacja    |
| 4   | Austria           |
| 5   | Rzesza Niemiecka  |
| 5   | Szwajcaria        |
| 7   | Węgry             |
| 7   | Polska            |
| 9   | Rumunia           |
| 10  | Łotwa             |
| 11  | Włochy            |
| 12  | Belgia            |

## Klasyfikacja Mistrzostw Europy
| Lp. | Reprezentacja    |
| --- | ---------------- |
|     | Czechosłowacja   |
|     | Austria          |
|     | Rzesza Niemiecka |
|     | Szwajcaria       |
| 5   | Węgry            |
| 5   | Polska           |
| 7   | Rumunia          |
| 8   | Łotwa            |
| 9   | Włochy           |
| 10  | Belgia           |